# Artigliere (contratorpedeiro de 1937)
O Artigliere foi um contratorpedeiro operado pela Marinha Real Italiana e a terceira embarcação da Classe Soldati. Sua construção começou em fevereiro de 1937 na O.T.O. Cantieri di Livorno e foi lançado o mar em dezembro do mesmo ano, sendo comissionado na frota italiana em novembro de 1938. Era armado com uma bateria principal de quatro canhões de 120 milímetros e seis tubos de torpedo de 533 milímetros, tinha um deslocamento carregado de mais de duas mil toneladas e conseguia alcançar uma velocidade máxima de 35 nós (65 quilômetros por hora).
O Artigliere serviu no começo da Segunda Guerra Mundial e participou da Batalha da Calábria em julho de 1940, quando enfrentou uma frota britânica com seus canhões e torpedos, porém não acertou os alvos. No início de outubro, foi enviado junto com outros contratorpedeiros e torpedeiros em uma patrulha que encontrou o cruzador rápido HMS Ajax na madrugada do dia 12. Os italianos atacaram na Batalha do Cabo Passero, porém o Ajax resistiu e desabilitou o Artigliere. O navio foi rebocado para longe, mas foi logo encontrado e afundado pelo cruzador pesado HMS York